# Pomare I
Pomare I di Tahiti, altrimenti noto solo come Pomare I o col nome di nascita di Tarahoi Vairaʻatoa (Pare, 1753 – Papeete, 3 settembre 1803), è stato il primo re di Tahiti dal 1788 al 1791 e reggente per il figlio Pomare II dal 1791 alla sua morte nel 1803. Fu inoltre il fondatore della casata dei Pomare che governarono Tahiti sino al 1880 quando il regno divenne protettorato francese.

## Biografia

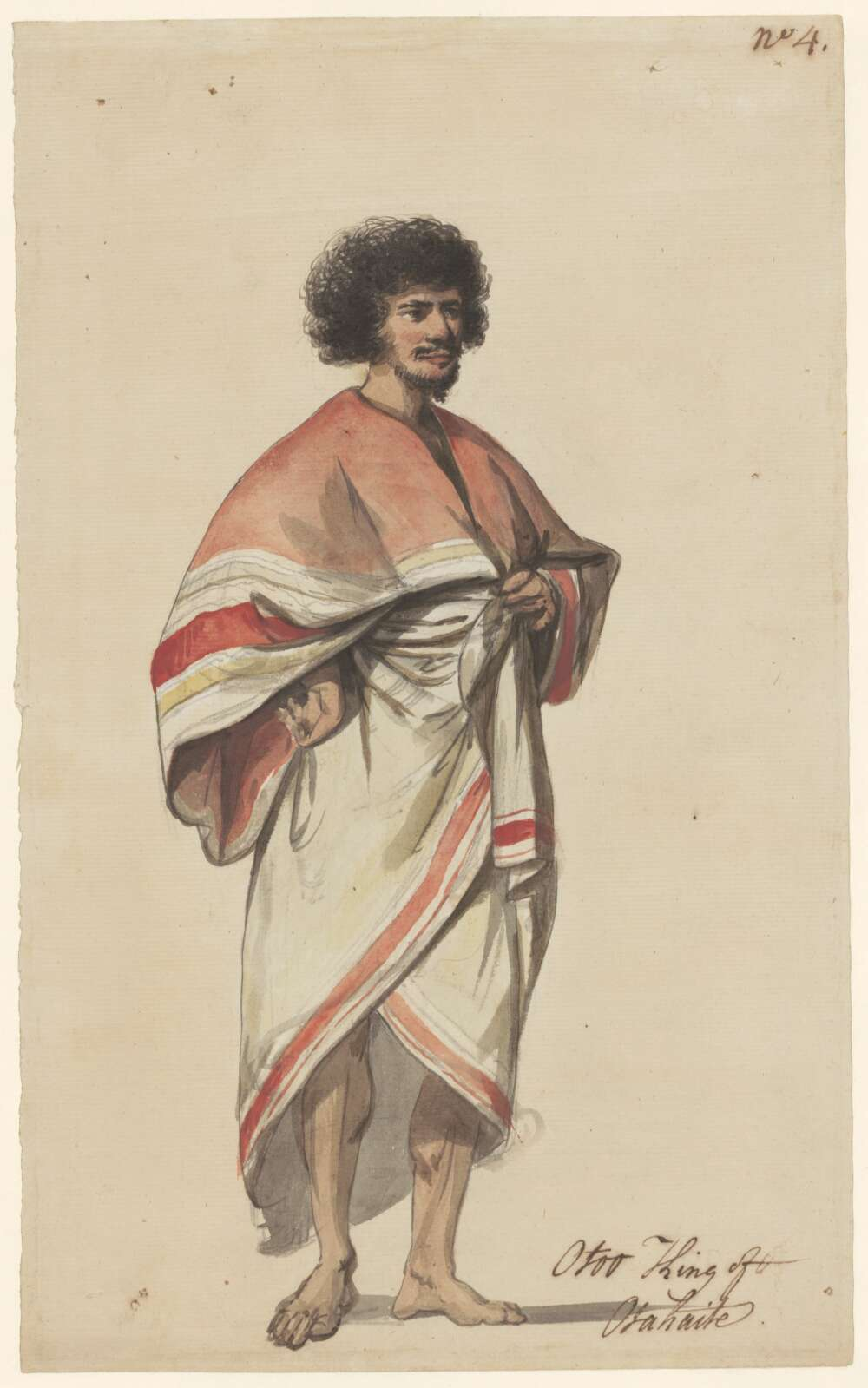
Pomare I ritratto ad acquerello da Philippe Jacques de Loutherbourg.

Pomare I nacque a Pare, nel 1753 circa, figlio secondogenito del capo locale Teu Tunuieaite Atua e di sua moglie, Tetupaia-i-Hauiri.
Seguendo un'antica tradizione, alla nascita suo padre decise di dimettersi dalla carica di sovrano per permettere l'ascesa del figlio ancora in fasce, divenendo però suo tutore come Ari'i-rahi (gran capo) di Porionu'u, rimanendo in tale carica sino al 23 novembre 1802 quando questi morì. In realtà possiamo dire che nel 1788, quando Pomare I riuscì ad unificare tutti i domini locali e ad autoproclamarsi re di Tahiti sfruttando le lotte interne tra i vari capi, suo padre rimase solo formalmente suo tutore come Ari'i-rahi di Porionu'u, mentre egli fu sovrano indipendente come re di Tahiti. L'autoproclamazione fu possibile anche grazie al sostegno dei britannici ed in particolare del Capitano Cook. Nel 1790 sappiamo che cambiò il proprio nome in Pomare I in onore di una sua figlia morta di tubercolosi, secondo quando riportato dal noto capitano inglese William Bligh della HMS Bounty.
Come sovrano, Pomare I si impegnò efficacemente per riunire tutti i capi tribù di Tahiti con l'intento di formare un regno unico, composto dalle isole di Tahiti, Mo'orea, Meheti'a e Teti'aroa. Riuscì nell'intento in pochi anni grazie anche all'assistenza dell'ufficiale di marina svedese Peter Hagerstein ed agli ammutinati del Bounty che accolse sulla propria isola. Nel 1791 con la nascita del figlio primogenito Pomare II decise di abdicare in suo favore, rimanendo suo reggente per Tahiti dal 1791 al 1803.
Così Pomare venne fisicamente venne descritto per la prima volta nel 1773 quando lo incontrò il missionario londinese William Ellis:
Si sposò in tutto quattro volte ed ebbe tre figli e tre figlie.
Morì a causa di una trombosi il 3 settembre 1803 e gli successe il figlio Pomare II.

## Albero genealogico
|                        |                         |                       | Genitori |  |  | Nonni |  |  | Bisnonni   |  |  | Trisnonni |  |
|                        |                         |                       |          |  |  |       |  |  | Teuruari'i |  |  | …         |  |
|                        |                         |                       |          |  |  |       |  |  | Teuruari'i |  |  | …         |  |
|                        |                         | …                     |          |  |  |       |  |  | Teuruari'i |  |  |           |  |
| Tu-moe-hania           |                         |                       |          |  |  |       |  |  | Teuruari'i |  |  |           |  |
|                        |                         | Marurai               | …        |  |  |       |  |  |            |  |  |           |  |
|                        |                         | Marurai               | …        |  |  |       |  |  |            |  |  |           |  |
|                        |                         | Marurai               | …        |  |  |       |  |  |            |  |  |           |  |
| Teu Tunuieaite Atua    |                         | Marurai               |          |  |  |       |  |  |            |  |  |           |  |
|                        |                         | Vehi-atua-i-te-mata'i | …        |  |  |       |  |  |            |  |  |           |  |
|                        |                         | Vehi-atua-i-te-mata'i | …        |  |  |       |  |  |            |  |  |           |  |
|                        |                         | Vehi-atua-i-te-mata'i | …        |  |  |       |  |  |            |  |  |           |  |
| Tetua-huria            |                         | Vehi-atua-i-te-mata'i |          |  |  |       |  |  |            |  |  |           |  |
|                        |                         | …                     | …        |  |  |       |  |  |            |  |  |           |  |
|                        |                         | …                     | …        |  |  |       |  |  |            |  |  |           |  |
|                        |                         | …                     | …        |  |  |       |  |  |            |  |  |           |  |
| Pomare I               |                         | …                     |          |  |  |       |  |  |            |  |  |           |  |
|                        | Teri'i-ve-tearai Rofa'i | Tamatoa II di Raiatea |          |  |  |       |  |  |            |  |  |           |  |
|                        | Teri'i-ve-tearai Rofa'i | Tamatoa II di Raiatea |          |  |  |       |  |  |            |  |  |           |  |
|                        | Teri'i-ve-tearai Rofa'i | Te-ao-i-na-ni'a       |          |  |  |       |  |  |            |  |  |           |  |
| Tamatoa III di Raiatea | Teri'i-ve-tearai Rofa'i |                       |          |  |  |       |  |  |            |  |  |           |  |
|                        |                         | Marama                | …        |  |  |       |  |  |            |  |  |           |  |
|                        |                         | Marama                | …        |  |  |       |  |  |            |  |  |           |  |
|                        |                         | Marama                | …        |  |  |       |  |  |            |  |  |           |  |
| Tetupaia-i-Hauiri      |                         | Marama                |          |  |  |       |  |  |            |  |  |           |  |
|                        |                         | …                     | …        |  |  |       |  |  |            |  |  |           |  |
|                        |                         | …                     | …        |  |  |       |  |  |            |  |  |           |  |
|                        |                         | …                     | …        |  |  |       |  |  |            |  |  |           |  |
| Mai-he'a               |                         | …                     |          |  |  |       |  |  |            |  |  |           |  |
|                        |                         | …                     | …        |  |  |       |  |  |            |  |  |           |  |
|                        |                         | …                     | …        |  |  |       |  |  |            |  |  |           |  |
|                        |                         | …                     | …        |  |  |       |  |  |            |  |  |           |  |
|                        |                         | …                     |          |  |  |       |  |  |            |  |  |           |  |